# Olavi Ala-Nissilä
Olavi Oskari Ala-Nissilä, född 2 augusti 1949 i Loimaa kommun, är en finländsk politiker (Centern). Han var ledamot av Finlands riksdag 1991–2006 och 2015–2019. Ala-Nissilä är ekonomie magister och han var ledamot av Europeiska revisionsrätten 2006–2012.
Ala-Nissilä gjorde comeback i riksdagsvalet 2015 med 4 908 röster från Egentliga Finlands valkrets.

## Utmärkelser
- Kommendörstecknet av I klass av Finlands Lejons orden[3]
- Riddartecknet av I klass av Finlands Vita Ros’ orden[3]

[Redigera Wikidata]